# Joschua Knüppe
Joschua Knüppe (* 6. Juni 1992 in Mettingen) ist ein deutscher Paläokünstler und Konzeptkünstler.

## Leben
Knüppe zeichnete seine ersten Dinosaurier im Alter von drei Jahren im Kindergarten. Nach seinem Fachabitur in Gestaltung im Jahr 2010 studierte er bis 2022 Freie Kunst an der Kunstakademie Münster. Von 2011 bis 2013 besuchte er die Klasse von Lili Fischer, ab 2013 war er Schüler und von 2014 bis 2015 Meisterschüler in der Klasse für performative Kunst der US-amerikanischen Video- und Performancekünstlerin Shana Moulton. 2015 war er Schüler von Paul Schwer und von 2015 bis 2018 besuchte er die Klasse der niederländischen Künstlerin Nicoline van Harskamp. Seit 2014 arbeitet er als freischaffender Künstler, der für Wissenschaftler und Museen tätig ist. Seine Arbeiten umfassen die Bereiche Paläokunst und Paläontographie, fiktive Ökosysteme, teilweise auf anderen Planeten sowie Fabelwesen, insbesondere Drachen, die er realistisch darstellt. Alle seine Arbeiten sind miteinander verbunden und bilden große vierdimensionale Netzwerke, die mit der Zeit immer dichter werden. Er versteht sich als klassischen Modernisten und Konzeptkünstler, was bedeutet, dass die Idee für ihn immer wichtiger oder interessanter ist als die Form. Zu seinen Projekten zählen mythologische Wesen, Drachen der Welt, Planet Silvanus, Wegener 2, Serentopia, Atzlan, zukünftige Vögel und ihre Welt, organische Technologie sowie die Paläokunst über die Jurazeit in Deutschland. Auf Knüppes Konto gehen mehrere Ausstellungen und Podiumsdiskussionen, die von der European Association of Vertebrate Palaeontologists organisiert wurden. Für das Nationalmuseum für Naturgeschichte  in Luxemburg schuf er mehr als 20 Illustrationen. Knüppe gründete die Paleostream-Community von internationalen digitalen Künstlern, die nahezu täglich anspruchsvolle neue Kunst produzieren. Er leitet auch einen YouTube-Kanal, in dem die Ergebnisse der Community in Online-Konferenzen präsentiert werden. Knüppe arbeitete mit den Webstudios 252mya und Pteros zusammen und schuf Rekonstruktionen von kreidezeitlichen Becken Europas. 
2016 illustrierte Knüppe den Artikel Cenomanian–Turonian marine amniote remains from the Saxonian Cretaceous Basin of Germany von Sven Sachs, der im Geological Magazine erschien. 2020 veröffentlichte er mit Oliver Wings den Bildroman Europasaurus: Life on Jurassic Islands. 2023 wirkte er in der Terra-X-Episode Dino-Jäger – Auf der Spur der Urzeit-Giganten  mit.

## Ausstellungen
- Pyrungata, Kunst in der Region, Kloster Gravenhorst, 2012
- Förderpreisausstellung, Kunsthalle Münster, 2012
- Studentennester, Stadtmuseum Münster, 2013
- Ausgrabung eines Eurovenator anglicus westfalia, Museumsdorf Detmold, 2013
- All Yesterdays, SkF Osnabrück, 2013
- Förderpreisausstellung, Kunsthalle Münster, 2014
- Silvanus im Kulturverein F24, Münster, 2014
- Seeschlangen, schützenswerte Exoten aus den Reiche der Legende, Geomuseum Münster, 2014
- Ein lebender Mythos, Kunstraum Unten, Bochum, 2015

## Galerie
Galerie von Werken Joschua Knüppes

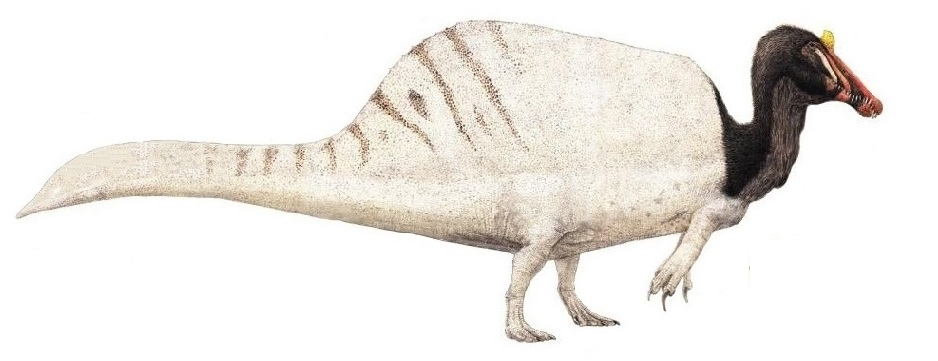
Spinosaurus
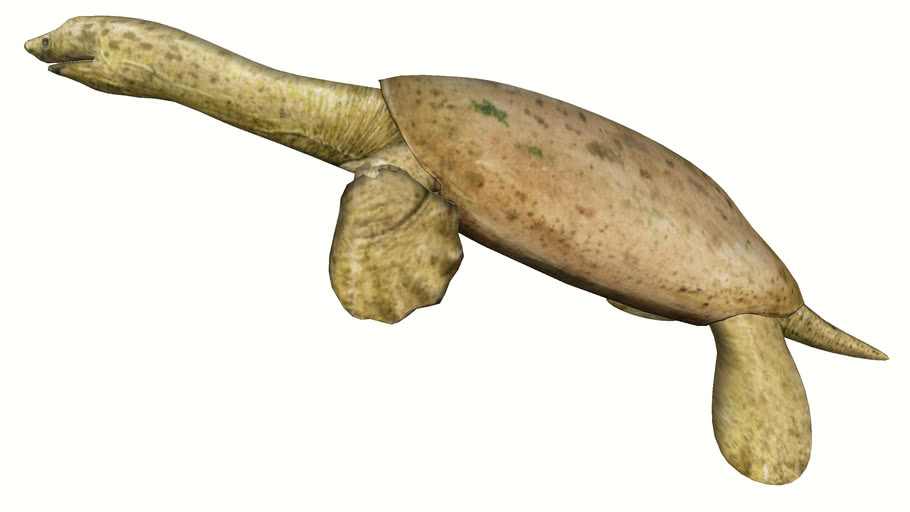
Apertotemporalis
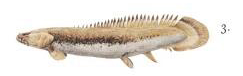
Bawitius
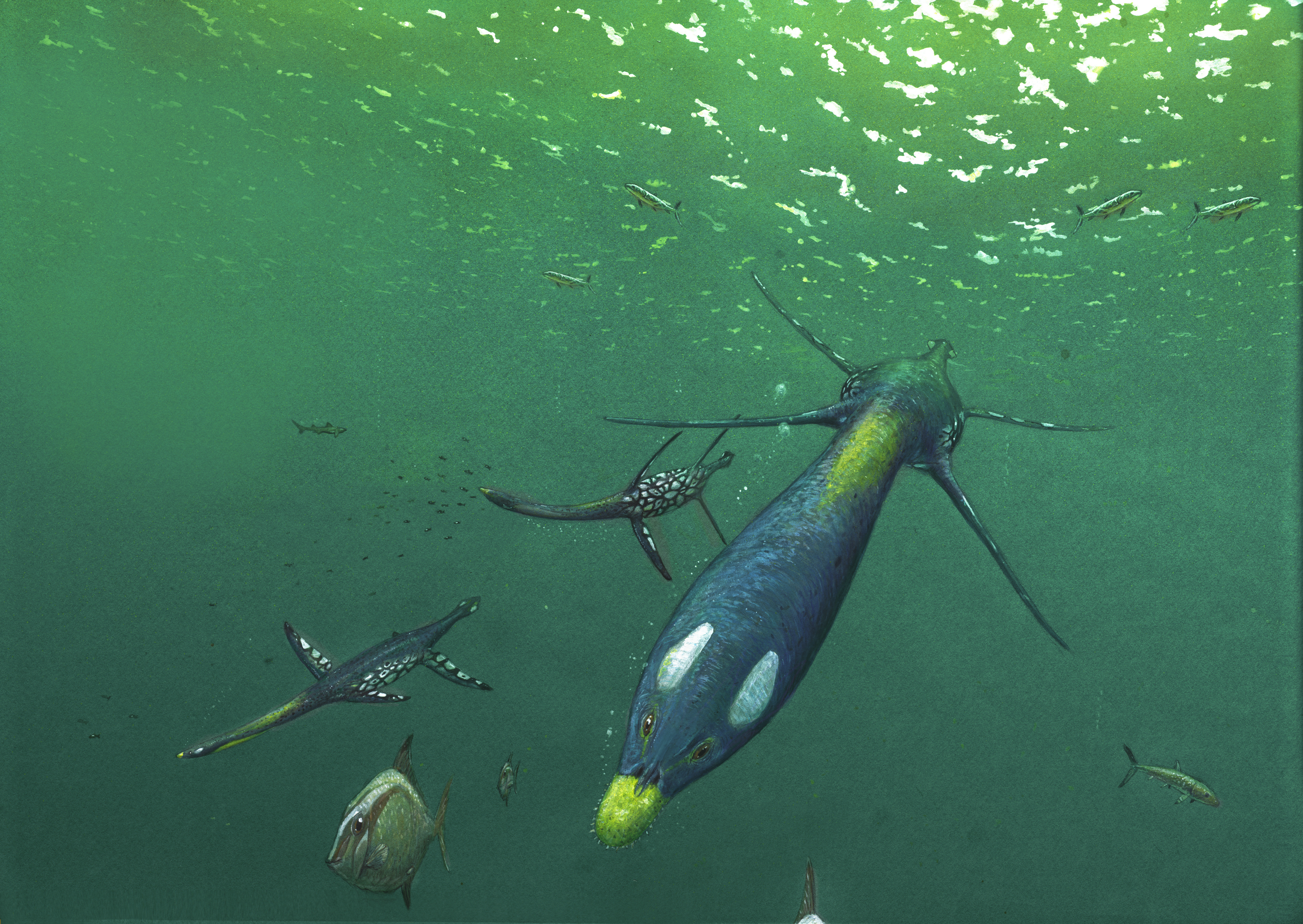
Lebensraum des Brancasaurus
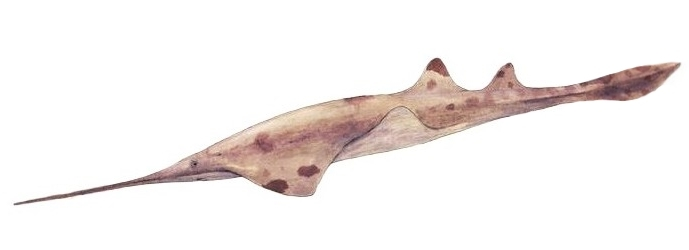
Schizorhiza
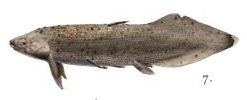
Retodus
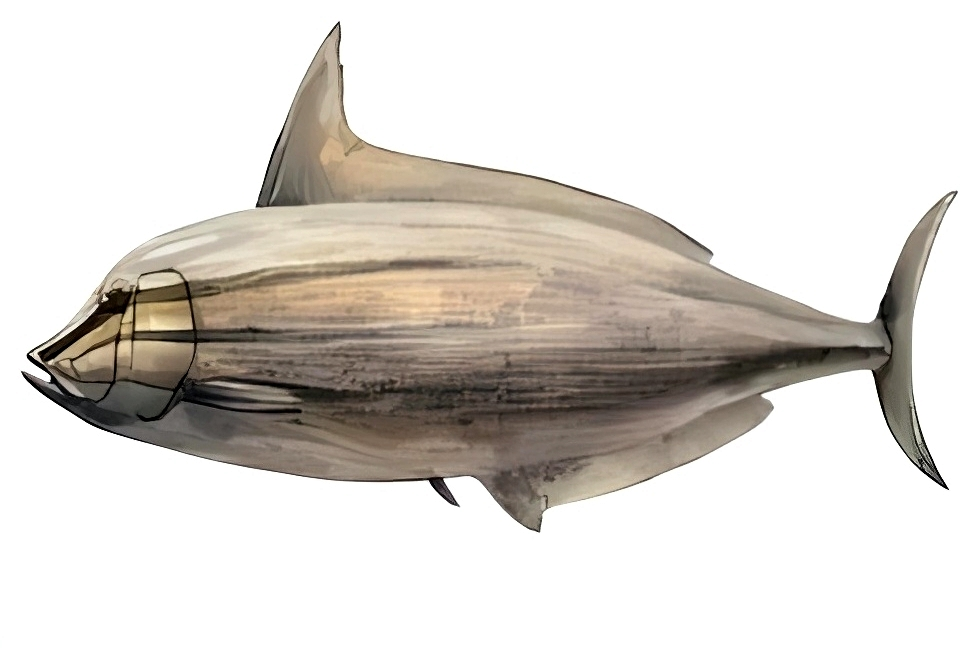
Paranogmius